# 科学リテラシー
科学リテラシー（英語: scientific literacy）には、サイエンス・ライティング、数学、情報工学、などに対するリテラシーも含まれる。これらの分野は、科学の手法、観測、理論に深く関連しているためである。

## 定義
アメリカの国立教育統計センターによると、科学リテラシーとは「個人としての意思決定、市民的・文化的な問題への参与、経済の生産性向上に必要な、科学的概念・手法に対する知識と理解」であるとされる。また科学リテラシーのある人物とは、以下に挙げる能力を有するものとされている。
- 実験・推論の考え方および基本的な科学的事実とその意味を理解している。
- 日々体験する物事に対して好奇心をもって接し、疑問を見出し、問いかけ、答えを導くことができる。
- 自然現象を、表現あるいは説明、予測することができる。
- マスメディアの発する情報を分別を持って読み取り、その帰結の妥当性を社交の場で話しあうことができる。
- 国や地域の意思決定に伴う科学的な問題を認識し、科学的・技術的に熟考した上で自らの見解を表現することができる。
- 情報源および研究手法に基づいて、科学的情報の質を評価することができる。
- 議論の場において、証拠に基づいた主張・評価を行い、そこから妥当な結論を導くことができる。

## 歴史
従来のアメリカにおける科学教育改革は、1957年のスプートニク・ショックや、1980年代の日本の経済成長などに対抗する形で加速してきた。しかし現在では、科学リテラシーという言葉は、科学およびその社会における役割を、万人が実用レベルで理解すべきであるという意味合いでとらえられている。それは万人の権利であると同時に、責任ある社会の一員としての条件であるともみなされている。また科学リテラシーがあれば、多くの人々はより良い選択ができるようになり、日々の生活を豊かにできるとも考えられている。アメリカにおける科学リテラシーは『すべてのアメリカ人のための科学』（1989）および『Benchmarks for Science Literacy』（1993）の発表に伴って、1980年代後半から1990年代前半にかけてその転換期を迎えた。
本来の定義には、人々が理解すべき詳細な内容も含まれており、この傾向は、生物学、化学、物理学などの伝統的な分野においてしばしば見られた。しかし地球科学に関しては、その広域に渡る地質学的な作用に対して、いくぶん狭義に定義されていた。そのため上記の文献が発表された後の10年間に渡って、海洋科学者や教育者達は科学リテラシーに対する考え方を改めて、より現在的でシステム指向の視点を取り入れていった。その変革に伴って、海洋や気候、地球科学などの様々な領域に関する科学リテラシー計画が生まれた。またこの変革によって、教育者達は自らの科学リテラシーに対する考え方を、現実世界の現実の科学の進歩とその方向性に同調させることができるようになった。